# 新潟県第2区
新潟県第2区（にいがたけんだい2く）は、日本の衆議院議員総選挙における選挙区。1994年（平成6年）の公職選挙法改正で設置。（2002年（平成14年）に一部区割りの見直しが行われた）。

## 区域

### 現在の区域
2022年（令和4年）公職選挙法改正以降の区域は以下のとおりである。6区の廃止により大幅に変更されたほか、新潟市内では区の分割が解消された。
- 新潟市
  - 南区
  - 西区
  - 西蒲区
- 三条市
- 加茂市
- 燕市
- 西蒲原郡
- 南蒲原郡

### 2002年から2022年までの区域

衆議院議員小選挙区の新潟県における2022年までの区割り

2013年（平成25年）公職選挙法改正から2022年の小選挙区改定までの区域は以下のとおりである。
- 新潟市[5]
  - 南区（旧味方村・月潟村・中之口村域）
    - 味方・月潟の各出張所管内

  - 西区（旧巻町・西川町域）
    - 西出張所管内の四ツ郷屋、與兵衛野新田

  - 西蒲区
- 長岡市（旧越路町・三島町・与板町・寺泊町・和島村・小国町域）
  - 本庁管内の西津町のうち、旧越路町であった区域
  - 越路・三島・小国・和島・寺泊・与板の各支所管内
- 柏崎市
- 燕市
- 佐渡市
- 西蒲原郡
- 三島郡
- 刈羽郡

2002年（平成14年）の区割り変更により、旧西蒲原郡黒埼町の区域が2区から1区に編入したが、法律上での市郡名に変更がなかった。
- 柏崎市
- 燕市
- 両津市
- 西蒲原郡
- 三島郡
- 刈羽郡
- 佐渡郡

### 2002年以前の区域
1994年（平成6年）公職選挙法改正から2013年の小選挙区改定までの区域は以下のとおりである。
- 柏崎市
- 燕市
- 両津市
- 西蒲原郡
- 三島郡
- 刈羽郡
- 佐渡郡

## 歴史
2022年の小選挙区改定までは柏崎刈羽原子力発電所を管内に抱えており、相川火力発電所や吉井・東柏崎ガス田などエネルギー関連の重要施設が密集している選挙区で、パナソニック新潟工場やブルボン、ツインバードなども拠点を構える県下屈指の工業地帯である。公職選挙法改正前は旧新潟1区および旧新潟3区に跨っていた。中選挙区時代は自由民主党の有力議員を輩出していたが、近年は発電所や企業労働者の組合員の影響力も強い。
この2区の地域は当初は旧1区のうち佐渡市を拠点とする自民党の近藤元次の地盤であったが1994年に近藤は死去しており、自民党は代わりに本来の地盤は南魚沼郡であったが旧3区地域に影響力を持つ桜井新を立候補させた。しかし、これに近藤の長男であった近藤基彦が反発して無所属での立候補を強行し、1996年の第41回衆議院議員総選挙では自民桜井と無所属近藤の保守分裂選挙となったが、桜井が勝利して近藤は落選した。しかし、2000年の第42回衆議院議員総選挙でも続けて立候補を強行した近藤の前に桜井は敗北し完全落選した。この結果を受けて自民党は近藤を追加公認して2区支部長とし、桜井を第19回参議院議員通常選挙で比例区に回して当選させて分裂状態を解消した。
2003年の第43回衆議院議員総選挙でも候補の一本化に失敗した野党を尻目に近藤が大差で再選した。2005年の第44回衆議院議員総選挙では連合新潟が民主党の新人鷲尾英一郎に付いて支援に当たり、近藤はこれを振り切って当選したが、鷲尾も比例復活で初当選した。2009年の第45回衆議院議員総選挙では民主旋風の追い風を受けた鷲尾が大差で近藤を破り当選。比例復活もできず落選した近藤は政界を引退した。
しかし、2012年の第46回衆議院議員総選挙では自民党の新人細田健一が鷲尾を破り初当選し、小選挙区で敗れた鷲尾は比例復活に回った。続く2014年でも細田がわずか102票差という激戦を制して当選し、敗北した鷲尾は比例復活した。
2017年の第48回衆議院議員総選挙では鷲尾は希望の党合流を拒否して無所属での立候補を表明。県内6選挙区で唯一、野党共闘が成立しなかったが結果として鷲尾が3期ぶりに小選挙区で当選して細田は比例復活で議席を得た。一方で鷲尾は2019年に自民党へ入党し結果的に同区は自民党の議席に戻っている。
2021年の第49回衆議院議員総選挙では鷲尾が比例北陸信越ブロックの単独に回り、2区には同ブロックにいた細田を置くという形となり、双方とも当選を果たした。
2022年の小選挙区改定によって自民党からは鷲尾が新潟4区に移動し細田が2区から出馬することが決まっていたが、細田は政治資金問題で非公認となった。2024年の第50回衆議院議員総選挙では前回は新潟4区で当選していた菊田真紀子が2区から出馬し、細田を破って当選。

## 小選挙区選出議員
| 選挙名                 | 年     | 当選者     | 党派       |
| ---------------------- | ------ | ---------- | ---------- |
| 第41回衆議院議員総選挙 | 1996年 | 桜井新     | 自由民主党 |
| 第42回衆議院議員総選挙 | 2000年 | 近藤基彦   | 無所属     |
| 第43回衆議院議員総選挙 | 2003年 | 近藤基彦   | 自由民主党 |
| 第44回衆議院議員総選挙 | 2005年 | 近藤基彦   | 自由民主党 |
| 第45回衆議院議員総選挙 | 2009年 | 鷲尾英一郎 | 民主党     |
| 第46回衆議院議員総選挙 | 2012年 | 細田健一   | 自由民主党 |
| 第47回衆議院議員総選挙 | 2014年 | 細田健一   | 自由民主党 |
| 第48回衆議院議員総選挙 | 2017年 | 鷲尾英一郎 | 無所属     |
| 第49回衆議院議員総選挙 | 2021年 | 細田健一   | 自由民主党 |
| 第50回衆議院議員総選挙 | 2024年 | 菊田真紀子 | 立憲民主党 |

## 選挙結果
時の内閣：第1次石破内閣 解散日：2024年10月9日 公示日：2024年10月15日
当日有権者数：39万3272人 最終投票率：57.41%（前回比：5.25%） （全国投票率：53.85%（2.08%））
| 当落 | 候補者名   | 年齢 | 所属党派     | 新旧 | 得票数    | 得票率 | 惜敗率 | 推薦・支持               | 重複 |
| ---- | ---------- | ---- | ------------ | ---- | --------- | ------ | ------ | ------------------------ | ---- |
| 当   | 菊田真紀子 | 55   | 立憲民主党   | 前   | 123,334票 | 56.19% | ――     | 社会民主党新潟県連合推薦 | ○    |
|      | 細田健一   | 60   | 無所属       | 前   | 67,124票  | 30.58% | 54.42% | 自由民主党新潟県連推薦   | ×    |
|      | 井上基之   | 44   | 日本維新の会 | 新   | 29,023票  | 13.22% | 23.53% |                          | ○    |

時の内閣：第1次岸田内閣 解散日：2021年10月14日 公示日：2021年10月19日
当日有権者数：28万8107人 最終投票率：62.66%（前回比：1.16%） （全国投票率：55.93%（2.25%））
| 当落 | 候補者名 | 年齢 | 所属党派   | 新旧 | 得票数    | 得票率 | 惜敗率 | 推薦・支持               | 重複 |
| ---- | -------- | ---- | ---------- | ---- | --------- | ------ | ------ | ------------------------ | ---- |
| 当   | 細田健一 | 57   | 自由民主党 | 前   | 105,426票 | 59.91% | ――     | 公明党推薦               | ○    |
|      | 高倉栄   | 50   | 国民民主党 | 新   | 37,157票  | 21.11% | 35.24% |                          | ○    |
|      | 平あや子 | 41   | 日本共産党 | 新   | 33,399票  | 18.98% | 31.68% | 社会民主党新潟県連合推薦 | ○    |

- 鷲尾は比例単独で当選。

時の内閣：第3次安倍第3次改造内閣 解散日：2017年9月28日 公示日：2017年10月10日
当日有権者数：30万2713人 最終投票率：63.82%（前回比：8.55%） （全国投票率：53.68%（1.02%））
| 当落 | 候補者名   | 年齢 | 所属党派   | 新旧 | 得票数   | 得票率 | 惜敗率 | 推薦・支持 | 重複 |
| ---- | ---------- | ---- | ---------- | ---- | -------- | ------ | ------ | ---------- | ---- |
| 当   | 鷲尾英一郎 | 40   | 無所属     | 前   | 97,808票 | 51.60% | ――     |            | ×    |
| 比当 | 細田健一   | 53   | 自由民主党 | 前   | 81,705票 | 43.10% | 83.54% | 公明党推薦 | ○    |
|      | 五十嵐健彦 | 37   | 日本共産党 | 新   | 10,055票 | 5.30%  | 10.28% |            |      |

- 鷲尾は2019年3月、自由民主党に入党。

時の内閣：第2次安倍改造内閣 解散日：2014年11月21日 公示日：2014年12月2日
当日有権者数：30万4858人 最終投票率：55.27%（前回比：4.97%） （全国投票率：52.66%（6.66%））
| 当落 | 候補者名   | 年齢 | 所属党派   | 新旧 | 得票数   | 得票率 | 惜敗率 | 推薦・支持 | 重複 |
| ---- | ---------- | ---- | ---------- | ---- | -------- | ------ | ------ | ---------- | ---- |
| 当   | 細田健一   | 50   | 自由民主党 | 前   | 70,589票 | 42.96% | ――     | 公明党推薦 | ○    |
| 比当 | 鷲尾英一郎 | 37   | 民主党     | 前   | 70,487票 | 42.90% | 99.86% |            | ○    |
|      | 渡辺英明   | 64   | 社会民主党 | 新   | 11,801票 | 7.18%  | 16.72% |            | ○    |
|      | 五位野和夫 | 52   | 日本共産党 | 新   | 11,434票 | 6.96%  | 16.20% |            |      |

時の内閣：野田第3次改造内閣 解散日：2012年11月16日 公示日：2012年12月4日
当日有権者数：30万9710人 最終投票率：60.24%（前回比：15.54%） （全国投票率：59.32%（9.96%））
| 当落 | 候補者名   | 年齢 | 所属党派   | 新旧 | 得票数   | 得票率 | 惜敗率 | 推薦・支持   | 重複 |
| ---- | ---------- | ---- | ---------- | ---- | -------- | ------ | ------ | ------------ | ---- |
| 当   | 細田健一   | 48   | 自由民主党 | 新   | 81,537票 | 45.52% | ――     | 公明党推薦   | ○    |
| 比当 | 鷲尾英一郎 | 35   | 民主党     | 前   | 69,389票 | 38.74% | 85.10% | 国民新党推薦 | ○    |
|      | 渡辺英明   | 62   | 社会民主党 | 新   | 18,169票 | 10.14% | 22.28% |              | ○    |
|      | 宮路敏裕   | 54   | 日本共産党 | 新   | 10,042票 | 5.61%  | 12.32% |              |      |

時の内閣：麻生内閣 解散日：2009年7月21日 公示日：2009年8月18日
当日有権者数：31万5884人 最終投票率：75.78%（前回比：2.24%） （全国投票率：69.28%（1.77%））
| 当落 | 候補者名   | 年齢 | 所属党派   | 新旧 | 得票数    | 得票率 | 惜敗率 | 推薦・支持 | 重複 |
| ---- | ---------- | ---- | ---------- | ---- | --------- | ------ | ------ | ---------- | ---- |
| 当   | 鷲尾英一郎 | 32   | 民主党     | 前   | 122,686票 | 52.26% | ――     |            | ○    |
|      | 近藤基彦   | 55   | 自由民主党 | 前   | 86,960票  | 37.04% | 70.88% | 公明党推薦 | ○    |
|      | 米山昇     | 57   | 社会民主党 | 新   | 22,866票  | 9.74%  | 18.64% |            | ○    |
|      | 菅原智     | 49   | 幸福実現党 | 新   | 2,257票   | 0.96%  | 1.84%  |            |      |

時の内閣：第2次小泉改造内閣 解散日：2005年8月8日 公示日：2005年8月30日
当日有権者数：32万718人 最終投票率：73.54%（前回比：4.04%） （全国投票率：67.51%（7.65%））
| 当落 | 候補者名   | 年齢 | 所属党派   | 新旧 | 得票数    | 得票率 | 惜敗率 | 推薦・支持 | 重複 |
| ---- | ---------- | ---- | ---------- | ---- | --------- | ------ | ------ | ---------- | ---- |
| 当   | 近藤基彦   | 51   | 自由民主党 | 前   | 113,916票 | 49.68% | ――     |            | ○    |
| 比当 | 鷲尾英一郎 | 28   | 民主党     | 新   | 101,637票 | 44.33% | 89.22% |            | ○    |
|      | 細井良雄   | 56   | 日本共産党 | 新   | 13,727票  | 5.99%  | 12.05% |            |      |

時の内閣：第1次小泉第2次改造内閣 解散日：2003年10月10日 公示日：2003年10月28日
当日有権者数：32万1636人 最終投票率：69.50%（前回比：6.35%） （全国投票率：59.86%（2.63%））
| 当落 | 候補者名 | 年齢 | 所属党派   | 新旧 | 得票数   | 得票率 | 惜敗率 | 推薦・支持 | 重複 |
| ---- | -------- | ---- | ---------- | ---- | -------- | ------ | ------ | ---------- | ---- |
| 当   | 近藤基彦 | 49   | 自由民主党 | 前   | 95,391票 | 43.93% | ――     |            | ○    |
|      | 藤島正之 | 60   | 無所属     | 前   | 56,002票 | 25.79% | 58.71% |            | ×    |
|      | 坂上富男 | 76   | 民主党     | 元   | 49,382票 | 22.74% | 51.77% |            | ○    |
|      | 米山洋子 | 55   | 日本共産党 | 新   | 12,225票 | 5.63%  | 12.82% |            |      |
|      | 西川攻   | 58   | 無所属     | 新   | 4,132票  | 1.90%  | 4.33%  |            | ×    |

- 藤島は第42回は自由党から比例九州ブロックで当選。坂上は第42回までは4区で活動。民由合併による候補者調整のもつれから、共倒れ。

時の内閣：第1次森内閣 解散日：2000年6月2日 公示日：2000年6月13日 最終投票率：75.85% （全国投票率：62.49%（2.84%））
| 当落 | 候補者名 | 年齢 | 所属党派   | 新旧 | 得票数    | 得票率 | 惜敗率 | 推薦・支持 | 重複 |
| ---- | -------- | ---- | ---------- | ---- | --------- | ------ | ------ | ---------- | ---- |
| 当   | 近藤基彦 | 46   | 無所属     | 新   | 123,811票 | 49.09% | ――     |            | ×    |
|      | 桜井新   | 67   | 自由民主党 | 前   | 100,220票 | 39.74% | 80.95% |            | ○    |
|      | 村山史彦 | 65   | 日本共産党 | 新   | 24,172票  | 9.58%  | 19.52% |            |      |
|      | 川原勇   | 61   | 無所属     | 新   | 4,009票   | 1.59%  | 3.24%  |            | ×    |

- 桜井は第19回参議院議員通常選挙に比例区から立候補し、当選。

時の内閣：第1次橋本内閣 解散日：1996年9月27日 公示日：1996年10月8日 （全国投票率：59.65%（8.11%））
| 当落 | 候補者名 | 年齢 | 所属党派   | 新旧 | 得票数   | 得票率 | 惜敗率 | 推薦・支持 | 重複 |
| ---- | -------- | ---- | ---------- | ---- | -------- | ------ | ------ | ---------- | ---- |
| 当   | 桜井新   | 63   | 自由民主党 | 前   | 94,203票 | 40.77% | ――     |            | ○    |
|      | 近藤基彦 | 42   | 無所属     | 新   | 89,044票 | 38.54% | 94.52% |            | ×    |
|      | 小林一三 | 49   | 民主党     | 新   | 17,335票 | 7.50%  | 18.40% |            | ○    |
|      | 野崎洪   | 49   | 日本共産党 | 新   | 13,883票 | 6.01%  | 14.74% |            |      |
|      | 稲村稔夫 | 68   | 新社会党   | 新   | 12,503票 | 5.41%  | 13.27% |            | ○    |
|      | 西川攻   | 51   | 無所属     | 新   | 4,093票  | 1.77%  | 4.34%  |            | ×    |